# Michael Dorn
Michael Dorn (Luling, 1952. december 9. –) amerikai film-, televíziós és szinkronszínész, aki leginkább a Star Trek sorozatban Worf klingon szerepéről ismert.

## Életpályája
Dorn a texasi Lulingban született, Allie Lee (sz. Nauls) és Fentress Dorn, Jr. fiaként. A kaliforniai Pasadenában nőtt fel. Rádió- és televíziós produkciót tanult a Pasadena City College-ban. Ezután zenei karriert futott be több különböző rockzenei együttes előadójaként, elutazott San Franciscóba, majd vissza Los Angelesbe.

## Magánélete
Dorn a Repülőgép-tulajdonosok és Pilóták Szövetségének tagja, és gyakorlott pilóta. Repült a Blue Angels és a Thunderbirds csapatával is. Több sugárhajtású repülőgép tulajdonosa volt, köztük egy Lockheed T-33 Shooting Star, amelyet tréfásan "csillaghajójának" nevez, egy North American F-86 Sabre, jelenleg pedig egy North American Sabreliner tulajdonosa. Dorn több repüléssel foglalkozó szervezetben is tevékenykedik, amelyek közül az egyik a Légierő Repülési Örökség Alapítványa, ahol a tanácsadó testület tagja. Interjúkat készített a History Channel "Private Jets" című, Modern Marvels (Modern csodák) epizódjához.
Dorn egy 2010-es interjúban azt nyilatkozta, hogy "korai stádiumú" prosztatarákot diagnosztizáltak nála, ami arra késztette, hogy vegánná váljon.

## Filmográfia
- Ármány és szenvedély (1965)
- Rocky (1976)
- A komputer gyermeke (1977)
- CHiPs (1977-1982)
- Hotel (1983)
- Gimme a Break! (1984-1986)
- Kicsorbult tőr (1985)
- 227 (1986-1989)
- Star Trek: Az új nemzedék (1987-1994)
- Star Trek VI: A nem ismert tartomány (1991)
- A dinoszauruszok (1991-1992)
- Parker Lewis sohasem veszít (1992)
- Aladdin (1994)
- Star Trek: Nemzedékek (1994)
- Végtelen határok (1995)
- Élő robotok (1995)
- Fantasztikus Négyes (1995)
- Gargoyles (1995-1996)
- Jaj, a szörnyek! (1995-1996)
- Star Trek: Deep Space Nine (1995-1999)
- Star Trek: Kapcsolatfelvétel (1996)
- Captain Simian & The Space Monkeys (1996-1997)
- Virtuális elme (1997)
- Johnny Bravo (1997)
- Boci és Pipi (1997-1999)
- Én vagyok Menyus (1997-1999)
- Superman (1997-2000)
- Drága testek (1998)
- Star Trek: Űrlázadás (1998)
- Herkules (1998-1999)
- A Kaméleon (1999)
- A harc törvénye (2000)
- Sötét órák (2000)
- A próféta-játék (2000)
- Cartoon Cartoon Fridays (2000-2001)
- Hetedik mennyország (2001)
- A kocka fordul egyet (2001)
- Ali (2001)
- The Zeta Project (2001-2002)
- Dexter laboratóriuma (2002)
- Clifford, a nagy piros kutya (2002)
- Őrangyal (2002)
- Télapu 2 - Veszélyben a karácsony (2002)
- Star Trek: Nemezis (2002)
- Billy és Mandy kalandjai a kaszással (2002-2004)
- Fecsegő tipegők (2003)
- A nagy trükk (2003)
- Pókember (2003)
- Kim Possible – Időutazás (2003)
- Az igazság ligája (2003)
- Szuperdod kalandjai a 24 1/2 században (2003-2005)
- Fecsegő Tipegők: Mindenki felnőtt! (2004)
- Danny Phantom (2004-2005)
- Az igazság ligája: Határok nélkül (2005)
- Utazás a Föld mélyére (2005)
- Möbius átjáró (2005)
- Family Guy (2005-2011)
- Mindent bele! (2006)
- Támadás a harci robotok szigete ellen (2006)
- Télapu 3. – A szánbitorló (2006)
- Démonok, ébresztő! (2006)
- Mókus fiú (2007)
- Nyomtalanul (2007)
- Hősök (2008-2009)
- Batman: A bátor és a vakmerő (2009)
- Bionicle – A legenda újjászületik (2009)
- Kalandra fel! (2010)
- Castle (2011-2015)
- Parkműsor (2012-2014)
- Ted 2. (2015)
- Tini nindzsa teknőcök (2015-2016)
- Nagyfater bátyó (2016)
- A zöld íjász (2016-2017)
- Az őslakó: Holocén (2017)
- Justice League Action (2017-2018)
- Az Oroszlán őrség (2017-2019)
- OK K.O.! Legyünk hősök! (2018)
- Legyőzhetetlen (2021)

## Fordítás
- Ez a szócikk részben vagy egészben  a   Michael Dorn című angol Wikipédia-szócikk fordításán alapul.  Az eredeti cikk szerkesztőit annak laptörténete sorolja fel. Ez a jelzés csupán a megfogalmazás eredetét és a szerzői jogokat jelzi, nem szolgál a cikkben szereplő információk forrásmegjelöléseként.